# 401(к)
У Сједињеним Америчким Државама, план 401(к) јесте лични пензиони (штедни) рачун који спонзорише послодавац, са дефинисаним доприносима, што је законски дефинисано у пододељку 401(к) Закона о интерним приходима САД.
Периодични доприноси запослених долазе директно из њихових плата. Многи послодавци нуде ову опцију својим радницима (запосленим са пуним радним временом).
Током 2019. године, 401(к) планови су обухватали 6,4 милијарди долара.
Постоји и могућност да се узме зајам из својих 401(к). „Камата“ на зајам се не плаћа финансијској институцији, већ се уместо тога уплаћује у сам план 401(к), што у суштини постаје додатни допринос након опорезивања, у склопу 401(к). Промене главнице кредита су пореско неутралне све док се уредно враћа. Међутим, каматни део отплате кредита се врши средствима након опорезивања, али не повећава основицу након опорезивања у 401(к). Дакле, приликом расподеле/конверзије тих средстава, власник ће морати по други пут да плати порез на (само) средства од камата.